# Hannibal Lecter

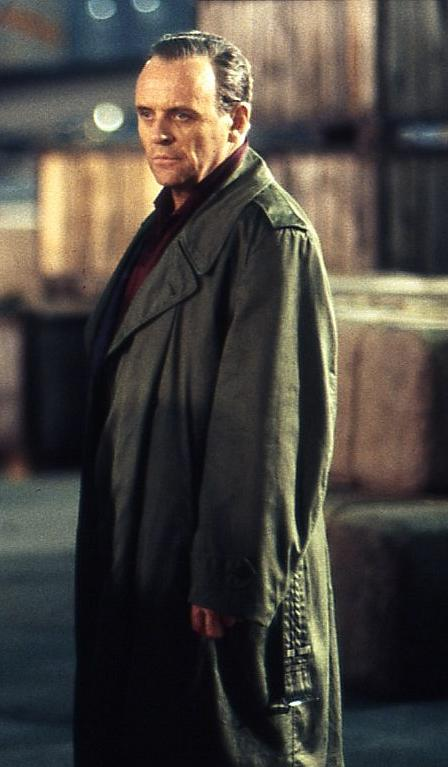
Anthony Hopkins

Hannibal Lecter nebo Hannibal Lecktor je fiktivní postava sériového vraha a kanibala z románů amerického spisovatele Thomase Harrise. Podle knižních předloh se objevuje i v těchto filmech a seriálech:
- Červený drak[pozn. 2] (1986) - zde se postava jmenuje Hannibal Lecktor, hraje Brian Cox[1]
- Mlčení jehňátek (1991) - hraje Anthony Hopkins
- Hannibal (2001) - hraje Anthony Hopkins[2]
- Červený drak (2002) - hraje Anthony Hopkins[3]
- Hannibal - Zrození (2007) - hraje Gaspard Ulliel[4]
- Hannibal (2013) - TV seriál, hraje Mads Mikkelsen[5]

Poprvé byl tento velmi schopný soudní psychiatr představen v románu Červený drak z roku 1981. V tomto díle stejně jako v pokračování Mlčení jehňátek představuje antagonistu k jiným sériovým vrahům, které se policie pokouší dopadnout. Ve třetím a čtvrtém románu Hannibal respektive Hannibal: Zrození se stal ústřední postavou příběhů. Román Hannibal: Zrození líčí dětství a dospívání mladého Hannibala a jeho popudy k vraždění.
V roce 2003 byl Hannibal Lecter ztvárněný britským hercem Anthony Hopkinsem zvolen Americkým filmovým institutem jako zloduch číslo 1 v žebříčku filmových padouchů. Časopis Empire vybral Lectera za 5. nejlepší filmovou postavu všech dob. V červnu 2010 jej časopis Entertainment Weekly zařadil do svého seznamu 100 nejlepších filmových postav posledních 20 let.

## Osobnost
Hannibal Lecter je kanibalistický sériový vrah, který konzumoval části svých oběti po jejich smrti.
Jako malý žil s rodiči, sestrou a služebnictvem v Litvě, tehdy byla součástí Sovětského svazu. Rodiče a služebnictvo zemřeli po útěku před postupující frontou, kdy k jejich lovecké chatě přijel sovětský tank s posádkou, která potřebovala vodu. Svojí přítomností však upoutali pozornost pilota německého letadla a při následujícím střetu všichni až na Hannibala a jeho sestru Mišu zemřeli. Když zůstal se svou sestrou samotnou, vtrhli do jejich chaty místní lapkové, kteří asistovali SS postupující s německou armádou. Vůdce skupiny poté velitele SS zabil. Jeho sestru po delší době neúnosné zimy a snědených zásob zabili, uvařili a všem včetně Hannibala jí nechali sníst. Po čase se mu podařilo uniknout do Francie, kde žil u své tety Lady Murasaki. Začal žít nový život a vzdělával se, i zde ho však pronásledovaly noční můry a i to byl důvod jeho posedlosti. Právě v Paříži zavraždil a snědl svého prvního člověka - řezníka Paula Momunda, který urazil jeho tetu. Tehdy mu bylo pouhých 13 let a tím začala jeho kariéra hrozivého vraha.
Dopadl jej vyšetřovatel FBI Will Graham, pro kterého vytvářel psychologické profily vrahů. V souboji s Grahamem jej zranil (a sám byl poraněn).
Potom byl ale zatčen a tím jeho vraždění prozatím skončilo. Protože se úřady obávaly, že uteče, byl zavřen ve věznici s vysokou ostrahou. Hannibal byl totiž i přes svou posedlost vysoce inteligentním soudním psychiatrem, který umí dobře odhadnout jakéhokoli člověka.
Poté, co začal v Americe vrah zvaný Buffalo Bill zabíjet a svlékat své oběti z kůže, poslali za Hannibalem mladou začínající policejní vyšetřovatelku Clarice Starlingovou, která má od něj zjistit informace a profil pachatele. Hannibal souhlasí pod podmínkou, že za každou informaci mu Starlingová řekne něco o sobě a tak se dovídá o jejích traumatech a starostech. Potom je ale unesena dcera významného politika a Lecter toho využije jako záminku, aby byl přesunut a podaří se mu utéci, předtím ale dá Starlingové informaci, díky které může mladá vyšetřovatelka dopadnout vraha a Hannibal žije dál neznámo kde...
Nějakou dobu se ukrývá v Baltimore a následně v italské Florencii, kde se vydává za znalce umění a užívá si menší "pracovní" oddych. Agentka Starlingová je mu však stále v patách a Hannibal získává i hrozivějšího nepřítele - Masona Vergera, jehož chtěl Lecter zabít a donutil ho seříznout si kůži z obličeje a dát ji sežrat psům. Verger, který mu tehdy unikl, nenávidí ho a chystá pro něj pomstu - farmu, na níž pěstuje lidožravá prasata a kde má Hannibal zemřít...
Po neúspěšném pokusu Masona Vergera pomstít se Hannibalovi se agentka Starlingová pokusí Lectra zatknout a připoutá mu ruku k té její. Lecter jí chce ruku useknout aby mohl uniknout, ale nakonec se rozhodne zkrátit tu svou. Lectrovi se podařilo uniknout a nejspíše se vydal na cestu do Asie...